# Белое на белом
«Белое на белом» («Белый квадрат», «Белый квадрат на белом фоне») — картина, написанная в 1918 году Казимиром Малевичем, принадлежит к направлению русской беспредметной живописи, названному Малевичем супрематизмом. Белый квадрат был одним из трёх супрематических квадратов Малевича, два других — чёрный и красный.

## Описание
Картина Малевича написана двумя близкими оттенками белого цвета. Фон картины написан чуть тёплым оттенком, с долей охры. Квадрат написан холодным голубоватым оттенком. Он немного повёрнут и находится ближе к правому верхнему углу — такое положение создаёт иллюзию движения.

Супрематические три квадрата есть установление определенных мировоззрений и миростроений. Белый квадрат кроме чисто экономического движения формы всего нового белого миростроения является ещё толчком к обоснованию миростроения как «чистого действия», как самопознания себя в чисто утилитарном совершенстве «всечеловека». В общежитии он получил ещё значение: чёрный как знак экономии, красный как сигнал революции и белый как чистое действие.
Белый написанный мною квадрат дал мне возможность исследовать его и получить брошюру о «чистом действе». <…>
Странная вещь — три квадрата указывают путь, а белый квадрат несёт белый мир (миростроение), утверждая знак чистоты человеческой творческой жизни. Какую важную роль имеют цвета как сигналы, указующие путь.
О цветах и о белом и чёрном ещё возникнет масса толков, которые увенчаются через путь красного в белом совершенстве.
— К. Малевич. Супрематизм. 34 рисунка. — Витебск: Уновис, 1920.

## История создания
К 1918 году Малевич проходит период «белого супрематизма». Картина была написана в 1918 году (по другим данным в 1917) и впервые показана на персональной Х Государственной выставке «Беспредметное творчество и супрематизм» в Москве весной 1919 года. В 1927 году «Белый квадрат» показывался на выставке в Берлине, после которой он так и остался на Западе.

## Значение
«Белый квадрат» стал вершиной беспредметности, к которой шёл Малевич, так как вряд ли что-либо может быть бессюжетнее и беспредметнее, чем белый квадрат на белом же фоне. Художник признавался в том, что белый цвет притягивает его своей безграничностью и свободой. «Белый квадрат» часто рассматривается как один из первых примеров монохромной живописи.
Это одно из немногих полотен Малевича, оказавшихся в собраниях США и легко доступных для американской публики. Возможно, по этой причине в Америке эта картина превосходит по известности другие работы Малевича, не исключая и «Чёрный квадрат», и рассматривается как вершина супрематизма в целом. Её репродукция размещена на обложке 3 тома пятитомного собрания сочинений художника. В «Зимней эклоге» Иосиф Бродский писал про ангелов:
Днём, когда небо под стать известке,

сам Казимир бы их не заметил,

белых на белом.
По мнению Андрея Накова, в бывших советских республиках «Белый квадрат» уступает по известности Чёрному главным образом из-за ассоциаций «белого супрематизма» с Белым движением. Но сам Малевич хотел отмежеваться от политического значения слова «белый» и писал:

Упоминая о белом, не говорю о понятии политическом, установившемся о нём сейчас— К. Малевич. Супрематизм. 34 рисунка. — Витебск: Уновис, 1920.
Произведения «белого супрематизма», показанные на выставке в 1919 году, завершили четырёхлетний период развития живописного супрематизма и художественные средства супрематизма оказались исчерпаны для Малевича, отчего он оказался в состоянии кризиса, которое было запечатлено в одном из самых драматичных текстов Малевича — манифесте «Супрематизм».